# Чемпіонат Європи з баскетболу 2017 (кваліфікація)
Кваліфікаційний відбір до чемпіонату Європи з баскетболу 2017 в якому брали участь 40 національних збірних. 
9 збірних таких країн як Іспанія, Литва, Франція, Сербія, Греція, Італія, Чехія, Латвія, Хорватія кваліфікувалися автоматично за підсумками Чемпіонату Європи 2015 як учасники Олімпійських ігор 2016 і олімпійського кваліфікаційного турніру 2016 року. 
Ще 4 команди кваліфікувалися як представники країн-організаторів майбутнього Чемпіонату Європи: Туреччина, Румунія, Фінляндія, Ізраїль. 
Решта 27 збірних змагалися за 11 місць у фінальній стадії в 2016 році.

## Формат кваліфікаційного турніру
Всі команди, які не отримали прямої путівки на Чемпіонат Європи з баскетболу 2017, були розбиті на 7 груп. 6 груп складалися з 4 команд і ще 1 група — 3 команди. Ігри в групі пройшли за коловою системою вдома і в гостях з 31 серпня 2016 року по 17 вересня 2016 року.
Переможці кожної групи і 4 кращих команди, що зайняли другі місця, кваліфікувалися до фінальної стадії Чемпіонату Європи 2017.

## Жеребкування
| Кошик 1                                                           | Кошик 2                                                                      | Кошик 3                                                               | Кошик 4                                         |
| ----------------------------------------------------------------- | ---------------------------------------------------------------------------- | --------------------------------------------------------------------- | ----------------------------------------------- |
| Польща Словенія Бельгія Грузія Росія Німеччина Північна Македонія | Естонія Нідерланди Україна Боснія і Герцеговина Ісландія Угорщина Чорногорія | Австрія Швеція Білорусь Швейцарія Болгарія Велика Британія Словаччина | Португалія Данія Люксембург Кіпр Албанія Косово |

- Збірні, що отримали право виступу на Євробаскет 2017 виділені жирним.

## Підсумкові таблиці

### Група A
| Команда   | І | В | П | ОН  | ОП  | РО  | О  |
| --------- | - | - | - | --- | --- | --- | -- |
| Бельгія   | 6 | 5 | 1 | 459 | 361 | +98 | 11 |
| Ісландія  | 6 | 4 | 2 | 466 | 429 | +37 | 10 |
| Швейцарія | 6 | 2 | 4 | 399 | 450 | −51 | 8  |
| Кіпр      | 6 | 1 | 5 | 430 | 514 | −84 | 7  |

### Група B
| Команда    | І | В | П | ОН  | ОП  | РО  | О  |
| ---------- | - | - | - | --- | --- | --- | -- |
| Німеччина  | 6 | 4 | 2 | 495 | 423 | +72 | 10 |
| Нідерланди | 6 | 4 | 2 | 461 | 449 | +12 | 10 |
| Австрія    | 6 | 2 | 4 | 411 | 438 | −27 | 8  |
| Данія      | 6 | 2 | 4 | 492 | 549 | −57 | 8  |

### Група C
| Команда              | І | В | П | ОН  | ОП  | РО  | О |
| -------------------- | - | - | - | --- | --- | --- | - |
| Росія                | 4 | 4 | 0 | 309 | 253 | +56 | 8 |
| Боснія і Герцеговина | 4 | 2 | 2 | 273 | 308 | −35 | 6 |
| Швеція               | 4 | 0 | 4 | 279 | 300 | −21 | 4 |

### Група D
| Команда    | І | В | П | ОН  | ОП  | РО  | О  |
| ---------- | - | - | - | --- | --- | --- | -- |
| Польща     | 6 | 5 | 1 | 490 | 413 | +77 | 11 |
| Естонія    | 6 | 3 | 3 | 429 | 444 | −15 | 9  |
| Білорусь   | 6 | 3 | 3 | 430 | 437 | −7  | 9  |
| Португалія | 6 | 1 | 5 | 401 | 456 | −55 | 7  |

### Група E
| Команда  | І | В | П | ОН  | ОП  | РО   | О  |
| -------- | - | - | - | --- | --- | ---- | -- |
| Словенія | 6 | 6 | 0 | 536 | 436 | +100 | 12 |
| Україна  | 6 | 4 | 2 | 467 | 424 | +43  | 10 |
| Болгарія | 6 | 2 | 4 | 449 | 465 | −16  | 8  |
| Косово   | 6 | 0 | 6 | 419 | 546 | −127 | 6  |

### Група F
| Команда    | І | В | П | ОН  | ОП  | РО   | О  |
| ---------- | - | - | - | --- | --- | ---- | -- |
| Грузія     | 6 | 5 | 1 | 524 | 402 | +122 | 11 |
| Чорногорія | 6 | 5 | 1 | 563 | 420 | +143 | 11 |
| Словаччина | 6 | 1 | 5 | 392 | 518 | −126 | 7  |
| Албанія    | 6 | 1 | 5 | 372 | 511 | −139 | 7  |

### Група G
| Команда            | І | В | П | ОН  | ОП  | РО  | О  |
| ------------------ | - | - | - | --- | --- | --- | -- |
| Північна Македонія | 6 | 6 | 0 | 480 | 413 | +67 | 12 |
| Угорщина           | 6 | 3 | 3 | 512 | 479 | +33 | 9  |
| Велика Британія    | 6 | 2 | 4 | 439 | 473 | −34 | 8  |
| Люксембург         | 6 | 1 | 5 | 432 | 498 | −66 | 7  |

## Рейтинг других місць
| Команда              | І | В | П | ОН  | ОП  | РО  | О |
| -------------------- | - | - | - | --- | --- | --- | - |
| Чорногорія           | 4 | 3 | 1 | 356 | 291 | +65 | 7 |
| Ісландія             | 4 | 3 | 1 | 298 | 274 | +24 | 7 |
| Велика Британія      | 4 | 2 | 2 | 342 | 325 | +17 | 6 |
| Україна              | 4 | 2 | 2 | 297 | 300 | −3  | 6 |
| Нідерланди           | 4 | 2 | 2 | 273 | 289 | −16 | 6 |
| Боснія і Герцеговина | 4 | 2 | 2 | 273 | 308 | −35 | 6 |
| Естонія              | 4 | 1 | 3 | 271 | 313 | −42 | 5 |

## Результати кваліфікації
У фінальний турнір чемпіонату Європи після кваліфікації вийшли команди Бельгії, Грузії, Німеччини, Польщі, Росії, Словенії, Угорщини — як переможці груп та Великої Британії, Ісландії, України, Чорногорії — за рейтингом других місць (результати проти четвертих команд в групах не враховуються).